# Галицкая четверть
Галицкая четверть (четь) — название областного приказа, ведавшего, главным образом, финансовым управлением, а затем и судом приписанных к нему городов и земель. Судебной компетенции чети подлежали люди всех чинов, проживавшее в городах, ей подведомственных. В ней сосредоточивались все отрасли суда, кроме разбойных дел и дел наместных и вотчинных.
Четь — от слова четверть. После взятия Казани к существовавшим Владимирской, Новгородской и Рязанской третям добавилось Царство Казанское. Административные единицы начали называться четверть, или четь.
Первое письменное упоминание о Галицкой чети встречается в 1606 году. По Вивлиофике она значится в записных книгах с 1627 года по 1680 год. В 1680 году Галицкая четь была переименована в Галицкий четвертной приказ и подчинена Посольскому приказу. Гаврила Успенский в «Опыте повествования о древностях русских» сообщает, что Галицкая четь подчинялась Посольскому приказу с 1667 года.
В ведении Галицкой четверти состояли города: Белёв, Галич, Карачев, Кашин, Кологрив, Коломна, Кашира, Мценск, Мещовск, Новосиль, Парфеньев, Ростов, Соль-Галицкая, Судай, Суздаль, Унжа, Чухлома, Шуя, Юрьев-Польский.